# Baumannsberg
Der Baumannsberg ist ein Ortsteil der im westlichsten Zipfel des sächsischen Erzgebirges gelegenen Gemeinde Schönheide (Erzgebirgskreis) mit ungefähr 150 Gebäuden.

## Geografische Lage
Der Ortsteil liegt im oberen Teil von Schönheide westsüdwestlich der Ortsmitte. Nach der Naturraumkarte von Sachsen liegt das Gebiet in der Mesogeochore „Schönheider Hochflächen“ und gehört zur Mikrogeochore „Schönheider Kuppengebiet“. Südlich des Ortsteils liegt das Naturschutzgebiet „Moore südlich von Schönheide“, das in großen Teilen zum Natura-2000-Gebiet Bergwiesen um Schönheide und Stützengrün gehört.

## Name und Geschichte

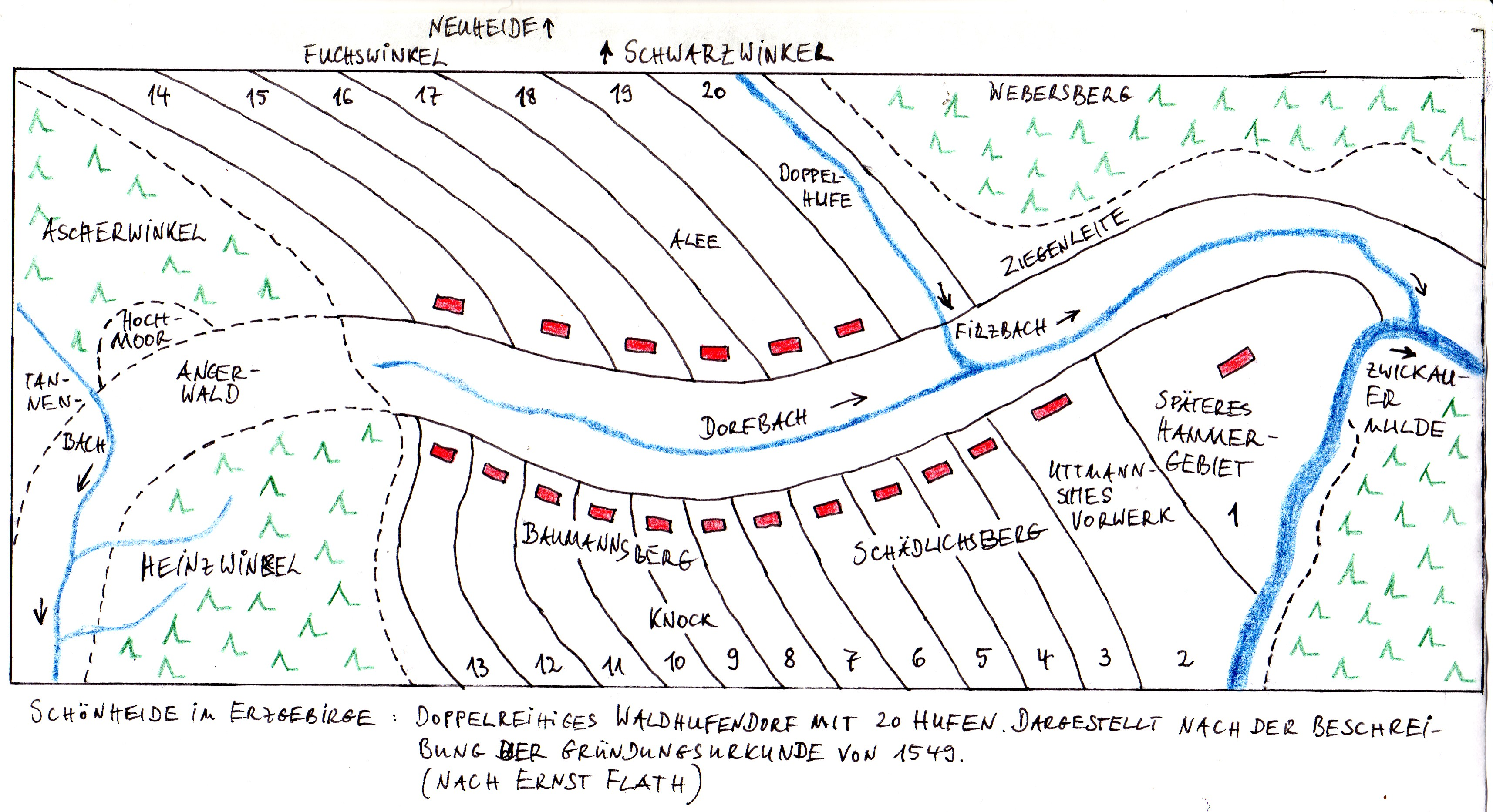
Der Ortsteil in der Karte des Siedlungsbeginns

Den ersten Teil der Bezeichnung Baumannsberg hält der Autor Ernst Flath, der eine etwa 1909 erschienene Geschichte Schönheides verfasste, für den Namen des ersten Siedlers in diesem Ortsteil. Im Band 18 des Staatslexikons aus dem Jahr 1833 berichtet Albert Schiffner im Artikel über Schönheide: „abgesonderte Häusergruppen sind folgende [...] oberhalb der Kirche zieht sich nordwärts vom Dorf hinweg der Baumannsberg.“ Derselbe Autor erwähnt in seinem 1839 erschienenen Handbuch der Geographie, Statistik und Topographie des Königreiches Sachsen den Ortsteil Baumannsberg zweimal, bei der ersten Nennung auf den Artikel über Schönheide verweisend und schreibt dort, dieser Ortsteil liege „nördlich vom Mitteldorfe“. Etwa 1848 erwähnt Albert Schiffner in seinem Werk „Führer im Muldenthale“ den Ortsteil als „Baumanns-Berg“. Im Alphabetischen Orts-Verzeichniß des Königreiches Sachsen von 1862 wird der „Ortstheil“ aufgeführt mit dem Zusatz „zu Schönhaide [so!] geh.“ In den Spalten für Gebäude und Einwohner finden sich keine Angaben. Auch das Vollständigste Geographisch-Topographisch-Statistische Orts-Lexicon von Deutschland von 1868 gibt an, der Baumannsberg sei ein „Ortstheil“ von Schönheide. Möckels Adressbuch von 1894 verwendet den Begriff Baumannsberg wie einen Straßennamen, so verfährt auch das 1896 in Zwickau von Eichhorn und Jehne herausgebrachte Adressbuch. Es führt für Schönheide 62 Träger des Namens Baumann auf.
Dieser Ortsteil gehörte zu den Gebieten Schönheides, für die bei der Besiedlung vom Jahr 1537 an Hufe festgelegt wurden. Diese gingen vom Dorfbach in Richtung Süden bis zur Zwickauer Mulde. Im sogenannten Befreiungsbrief vom 20. März 1549jul., der Gründungsurkunde Schönheides, des Gebietsherrn Balthasar Friedrich Edler von der Planitz wird erwähnt, dass den Schönheidern von diesem Gebietsherrn ein Wald zur Gewinnung von Bauholz zur Verfügung gestellt wird. Dieser Wald wird als vom „Oberen weg hinaus neben dem Thoma Lengken biß an den Vogelheerdt hinab biß an das weßerley“ reichend beschrieben. Die eingangs genannte Örtlichkeit dürfte der Bereich Baumannsberg sein.
Südlich des Ortsteils verlief die alte Straße vom Erzgebirge in das Vogtland, die von Eibenstock in Richtung Auerbach ging. Von Schönheiderhammer stieg sie aus dem Tal der Zwickauer Mulde steil über den Hammerberg, wo Vorspannpferde bei dem steilen Anstieg eingesetzt wurden. Sie verlief über den Ortsteil Schädlichsberg am heutigen Alten Friedhof entlang, wo sie dann den Anstieg in die Richtung des Berges Baumannsberg hatte. Sie ist mit der Bezeichnung „Die alte Strase“  in Blatt 196 des Berliner Exemplars der Asterschen Meilenblätter von Sachsen aus dem Jahr 1792 eingezeichnet. Ernst Flath beschreibt in seiner Geschichte Schönheides den Verlauf der Straße und nennt sie „die ganz alte Poststraße“. Diese Straße trägt heute den Namen Windmühlenweg. Weiter südlich davon verläuft der Fichtigweg. Er wurde schon in der erwähnten Landkarte als „Der Viehweg“ genannt.
In den Jahren von 1904 bis 1906 kam es im Ortsteil zu einer Häufung von Bränden.
Den Namen „Baumannsberg“, den die Bevölkerung für die durch das Gebiet führende Straße verwendete, änderte die Gemeinde Schönheide im Zuge der Einführung von neuen gemeindlich festgelegten Straßennamen zum 1. Januar 1975 in „Lindenstraße“.
Berg mit demselben Namen
Südlich dieses Ortsteils liegt der unbewaldete 725,5 m ü. NHN hohe Baumannsberg. Er ist nach Flath „mit leidlich gutem Ackerland bedeckt“. Dieser Berg ist in Blatt 196 des Berliner Exemplars und in Blatt 185 des Freiberger Exemplars der sächsischen Meilenblätter eingetragen. Östlich des Baumannsbergs liegt der gleich hohe Knock.
Darstellung in Landkarten
In einer Reihe von Landkarten des 19. bis 21. Jahrhunderts findet sich im Bereich des Berges Knock südlich vom Schönheides Dorfmitte der Eintrag „Baumannsberg“, so schon in der sächsischen Äquidistantenkarte aus dem Jahr 1876, aber auch in der von 1905, der topografischen Karte von 1916 und der von 1942 Dies setzt sich fort bis zur topographischen Karte, die im Jahr 2010 herausgebracht wurde.

## Wirtschaft und Infrastruktur

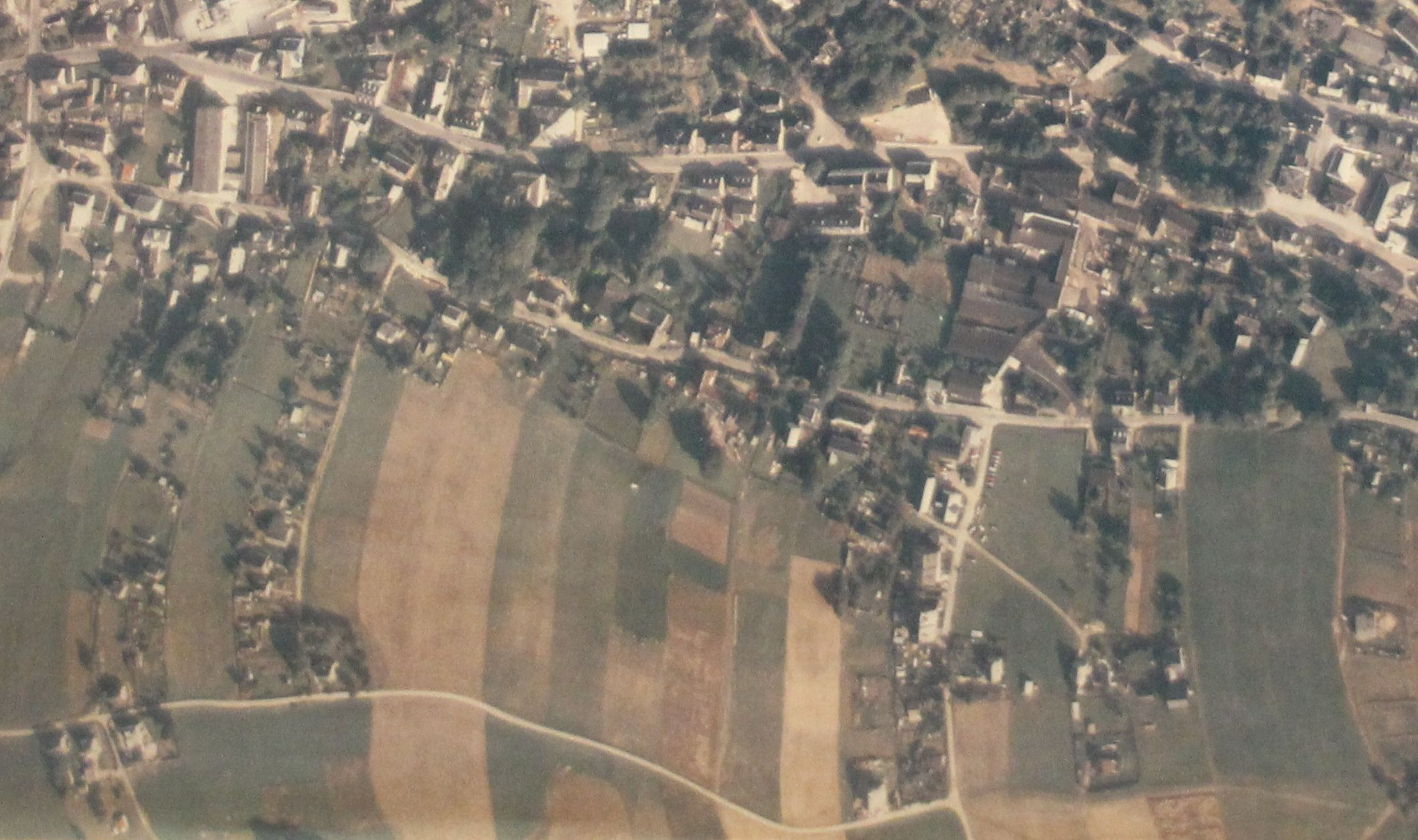
Die Feldstreifen der Hufe aus der Gründung Schönheides grenzen an den Ortsteil Baumannsberg. Die Lindenstraße verläuft am Südrand des oberen Bilddrittels.

Der größte Wirtschaftsbetrieb ist die Modellbau Schönheide GmbH. Er stellt im Wesentlichen Gießereimodelle her. Außerdem gibt es kleinere Firmen wie eine Autoreparaturwerkstatt. Bis zur Bildung der Landwirtschaftlichen Produktionsgenossenschaft (LPG) „Vorwärts“ bestanden mehrere kleine landwirtschaftliche Betriebe, die oft im Nebenerwerb betrieben wurden. Darunter befand sich der Bauer Paul Baumgärtel, nach dem die Baumgärtelskiefern benannt wurden, die seit 2013 als Teil des Naturschutzgebietes Moore südlich von Schönheide wieder unter Naturschutz stehen. Auch der Bauer Fuchs wirtschaftete im Ortsteil Baumannsberg. Er ist mit seinem Spitznamen Schuch der Namensgeber eines südlich des Ortsteils gelegenen und in Landkarten unbezeichneten Berges von 727,9 m ü. NHN Metern Höhe,  der in Schönheide „Schuchhübel“ genannt wird.
Ein Stück westlich des Berges Baumannsberg liegt ein unterirdischer Wasserbehälter, auf den ein kleines Betriebsgebäude gesetzt ist. Dieser Behälter hat die Funktion, das Trinkwasser aus der Talsperre Carlsfeld zwischenzuspeichern, damit eine gleichmäßige Versorgung gesichert ist. Von der Talsperre führt eine Leitung zu diesem Wasserbehälter, der im Gemeindeentwicklungskonzept für Schönheide „Hochbehälter“ genannt wird.
Die Lindenstraße ist die wesentliche Straße für die Erschließung dieses Ortsteils. Sie verläuft ungefähr von Ost nach West parallel zum Dorfbach am Nordhang des Berges Knock und steigt nach Westen an. Ob der Name der Straße Windmühlenweg sich von einer früheren Windmühle ableitet, ist ungeklärt, wenngleich in Landkarten noch ausgangs des 20. und des beginnenden 21. Jahrhunderts westlich des Berges Baumannsberg der Eintrag „Windmühlenhaus“ steht.